# Sobór św. Jerzego we Władykaukazie
Sobór św. Jerzego – prawosławny sobór we Władykaukazie, katedra eparchii władykaukaskiej.
Sobór został wzniesiony w latach 1996–2003 na terenie dawnego cmentarza między ulicami Barbaszową i Wołgogradską we Władykaukazie. Pod względem architektonicznym stanowi kopię soboru znajdującego się we Władykaukazie do I połowy XX w. Główne prace nad wzniesieniem bryły budynku trwały do 2003, natomiast prace wykończeniowe nie dobiegły jeszcze końca.